# Mont-Organisé
Mont-Organisé (en criollo haitiano Montòganize) es una comuna de Haití que está situada en el distrito de Juana Méndez, del departamento de Noreste.

## Secciones
Está formado por las secciones de:
- Savanette (que abarca la villa de Mont-Organisé)
- Bois Poux

## Demografía
| Gráfica de evolución demográfica de Mont-Organisé entre 2009 y 2015 |
|                                                                     |

Los datos demográficos contemplados en este gráfico de la comuna de Mont-Organisé son estimaciones que se han cogido de 2009 a 2015 de la página del Instituto Haitiano de Estadística e Informática (IHSI). 